# Матија Зламалик
Матија или Мате Зламалик (Сарајево, 2. фебруар 1905 — 3. октобар 1965) је био сликар, графички радник, илустратор, дизајнер поштанских марки и новчаница, професор на Факултету примењених уметности у Београду (1950—1965). Сликао је класичне и интимистичке жанрове, у традицији европског модернизма.

## Биографија
Рођен је 2. фебруара 1905. у Сарајеву, од мајке Луције (рођене Брахер) из Новске и оца Ивана, родом из Врбање у Славонији, а пореклом из Моравске у источној Чешкој, као пето од шесторо деце у породици. Имао је четири сестре и једног брата.
У детињсву је лета проводио у Врбањи и Травнику, у кругу шире породице.
Године 1917. умрла му је једна од сестара, а годину дана касније и отац. У Травнику је оставши рано без оца (1920) почео да ради код књижара-штампара Фрање Липског. У штампарији је често цртао своје колеге у покрету и правио карикатуре, али је ове радове уништио, самокритички их сматрајући аматерским. Након четири године рада у штампарији је постао типограф.
Године 1925. је прешао у Београд. С обзиром да је у то време био на снази генерални штрајк штампарских радника, придружио се штрајкачима и постао члан Савеза графичких радника. Године 1926. запослио се као типограф у Министарству војске и морнарице и доселио је породицу у Београд.
Наредне године је отишао у Требиње на одслужење војног рока. При крају одслужења војног рока, уписао се на припремни течај Одељења чисте уметности на Уметничкој школи у Београду (1928). Прву школску годину је завршио са одличним успехом. Наредне четири године је студирао Нижи течај на Одељењу за чисту уметност, под надзором Ивана Радовића. Године 1933. је стекао статус слободног уметника. Истакао се на изложби завршетка школе ученика Уметничке школе, која је организована јуна 1933.

Током првих годину и по дана школовања је примао материјалну помоћ за незапослене од колега графичара, док се остатак времена издржавао свирајући бенџо и по потреби и клавир у музичкој групи „Џос”, наступајући у ноћним кабареима. Професори су му били: Милан Миловановић, Иван Радовић, Бета Вукановић, Љубомир Ивановић и Никола Бешевић. Најјачи утисак на њега је оставио Љубомир Ивановић, који је као водич и професор, своје студенте водио по Старој Србији, у манастире где су копирали старе фреске и сликали пејзаже.
Школске 1934/35. је завршио Виши академски течај на Одељењу чисте уметности, као редован ученик, а истовремено је ванредно завршавао и гимназију у Београду.
Након студија је о сопственом трошку путовао у Париз. Обилазио је музеје и пратио актуелности.
Као уметник је примећен новембра 1935. године на VIII јесењој изложби пријатеља лепих уметности. Редовно је излагао своје радове све до 1941. године и добијао је врло лепе критике.
Припадао је групи побуњених од 37 „независних уметника”, који су бојкотовали изложбе у Павиљону „Цвијета Зузорић”, због све отежанијег учешћа и високих цена за излагаче и публику, приређујући у исто време своју, самосталну изложбу. Ова група напредних сликара и вајара је чинила ново стваралачко језгро, која је деловало ванинституционално неколико година пред Други светски рат.
Аутор је многих карикатура објављених у предратном „Ошишаном јежу”, сарађивао је у „Едицији” илуструјући уџбенике, израђивао нацрте за амбалажу, плакате, учествовао у опремању сајмова, радио као сликар у сликарници Народног позоришта и као професор цртања у шегртској школи, у Јагићевој улици на Црвеном крсту у Београду.
Почетком Другог светског рата је мобилисан. Успео је да побегне из заробљеничког воза, заједно са Лалетом Станковићем. Уз помоћ српских сељака из Мачве, заједно се вратили у Београд. Током бомбардовања окупатора 1941, као и за време савезничког бомбардовања 1944. страдале су многе његове слике и докуманта.

Пошто је марта 1942, освојио прву и другу награду за решење апоена од 100 динара и 10 динара, на анонимном конкурсу за израду скица за новчанице, маја исте године добио је стално запослење у Заводу за израду новчаница. Исте године, такође је био ухапшен на улици и провео цео дан у затвору, а атеље му је претресен, приликом тражења Марка Никезића.
У истом заводу је 1943. направио прву порто марку (без ознака вредности) за Ослобођену територију. Пред крај 1944. је ушао у „Пропагандно одељење Врховног штаба НОБ-а”.
Активно је сарађивао у оснивању Дома армије војске Југославије.
Године 1945. наставио је да ради као сликар у Заводу за израду новчаница. Направо је нацрт марке у спомен ослобођења Београда, под називом „20. октобар”. До 1963. је направио је више од 120 реализованих скица за маркице. Такође је радио на скицама првих новчаница за Југославију, Румунију и Албанију. Укупно је у периоду 1942—1960. пројектовао више од 25 идејних решења за новчанице које су се налазиле у оптицају. Због недовољне ангажованости одлучио је да напусти Завод за израду новчаница и врати се на статус слободног уметника.
Оженио се Мирјаном, 1947, 1950. му је умрла мајка, 1951. несрећним случајем једини брат му је изгубио живот.
Аутор је „хиљадарке“, новчанице која се налазила у промету 1950-их, познатој не само по лепоти већ и по великој куповној моћи.
Аутор је грба Србије који је важио у периоду 1947—2004.

Године 1944. израдио је први плакат о слому фашизма, са исцепаним кукастим крстом („27. март 1941. - Боље гроб него рок”), који је био веома популаран у Београду. Исти плакат се појавио и на Сремском фронту. У послератном периоду је био један од главних актера у уметности плаката и направио је велики број плаката, од којих и први плакат био за прву изложбу Савеза удружења ликовних уметника Југославије.
Јануара 1950. је постао ванредни професор на новооснованој Академији за примењене уметности, и у том својству је остао до краја бављења професуром, све до пензионисања 1964, због болести.
Лета 1951. организовао је своју прву самосталну изложбу, на којој је представио 66 уљаних слика, 22 темпере, 20 цртежа тушем, 9 цртежа оловком, 25 илустрација, што је представљало само мали део његових радова.
Године 1954. започео је рад на израде поштанских маркица из серије „Флора и фауна Југославије”. У избору биљака карактеристичних за наше поднебље му је помогао професор Јован Туцаков, а у избору животиња професор Стефан Ђелинео. Маркице су штампане у Шварцарској, у фирми „Курвоазије” фр. Courvoisie. Његова ликовна решења за маркице су ушла у фонд најлепших маркица света.
Јуна 1962. доживео је мождани удар, после чега му је десна страна тела одузета. Упркос забрани лекара, наставио је да слика. Октобра 1964. уследио је нови мождани удар, после чега је губио равнотежу и морао да користи инвалидска колица. И после тога је наставио да слика, а започео је да пише и дневник.
Априла 1965. у галерији УЛУС на Теразијама, организована је његова друга самостална изложба са 35 слика из периода пре и после болести. Није присуствовао отварању изложбе. 
Умро је 23. октобра 1965.

## (Не)Признања
Два пута је предложен за Октобарску, једном за Седмојулску награду. Награде није добио, због неслагања са Комунистичком партијом Југославије, чији члан никада није био.